# Cardoso Moreira
Cardoso Moreira è un comune del Brasile nello Stato di Rio de Janeiro, parte della mesoregione del Norte Fluminense e della microregione di Campos dos Goytacazes.